# یوکاری-پنگاز
یوکاری-پنگاز (به لاتین: Yukary-Pangaz) یک شهرک در شمال تاجیکستان است که در ولایت سغد واقع شده‌است.